# NGC 3330
NGC 3330 je otvoreni skup u zviježđu Jedru.

## Vanjske poveznice
- (eng.) SEDS: NGC 3330
- (eng.) Revidirani Novi opći katalog
- (eng.) Izvangalaktička baza podataka NASA-e i IPAC-a
- (eng.) Astronomska baza podataka SIMBAD
- (eng.) VizieR